# Barranc del Pi del Burgar

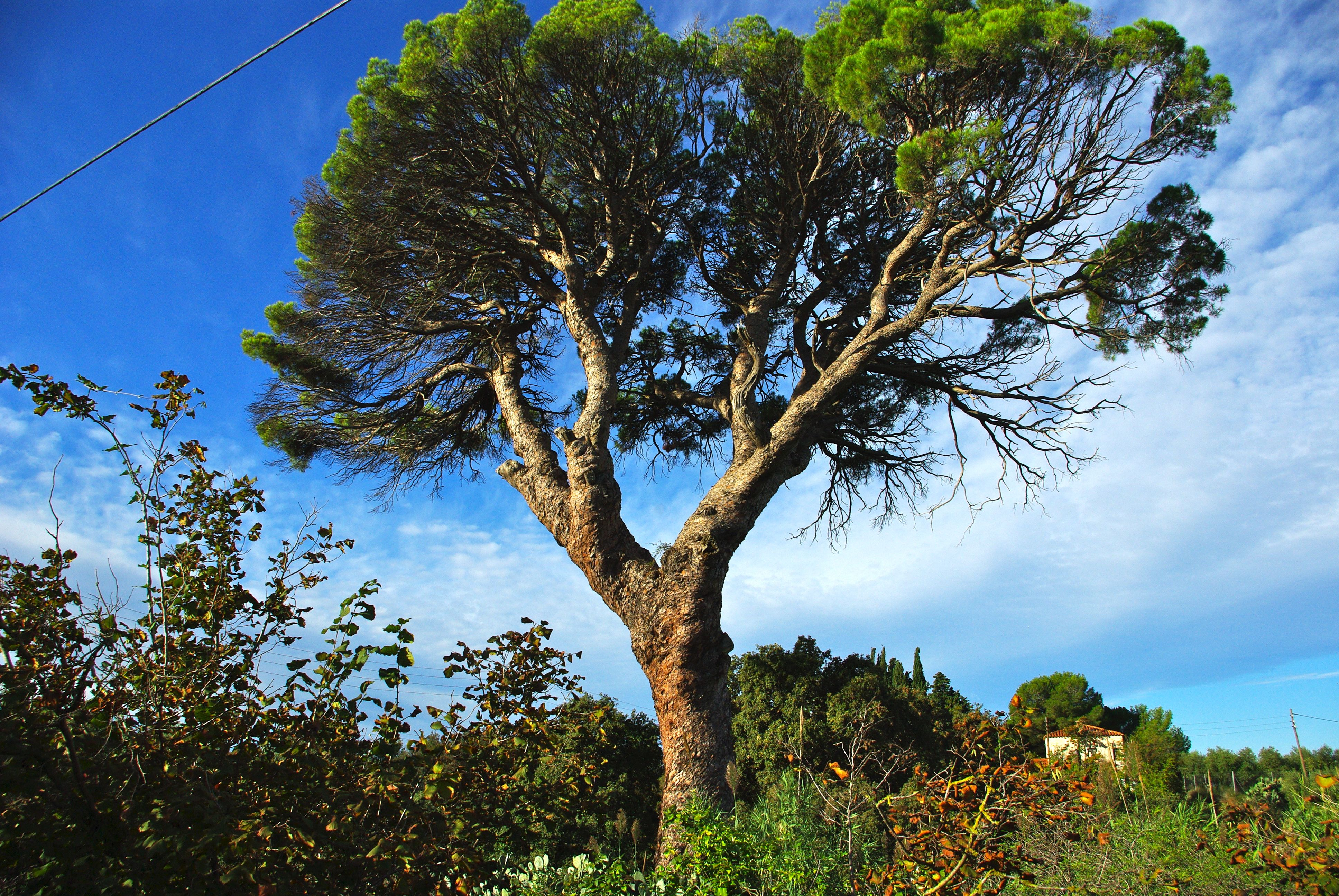
Pi del Burgar

El Barranc del Pi del Burgar, o també Barranc del Burgar, és un curs fluvial del terme de Reus a la comarca catalana del Baix Camp.
Alguna vegada també en diuen riera en lloc de dir-ne barranc. Es forma al cantó nord-nord-oest de la Partida del Burgar. Un dels seus braços ve del terme de La Selva. Travessa el Burgar en una direcció nord-oest-sud-est, passa a la vora del Mas del Burgar i té a la seva riba l'imponent pi d'aquell mas, d'on agafa el nom. Després d'encreuar-se amb la carretera de Sant Ramon es reuneix amb la riera d'Almoster per la seva banda esquerra per formar el que d'aquí en avall se'n diu Riera de la Quadra.